# Champs (Aisne)
Champs település Franciaországban, Aisne megyében. Lakosainak száma 311 fő (2022. január 1.). Champs Coucy-le-Château-Auffrique, Folembray, Guny, Pierremande, Pont-Saint-Mard, Saint-Paul-aux-Bois és Trosly-Loire községekkel határos.

## Népesség
A település népességének változása:
| Lakosok száma | 367  | 300  | 275  | 285  | 290  | 282  | 280  | 287  | 302  | 311  |
|               | 1968 | 1982 | 1999 | 2006 | 2011 | 2015 | 2017 | 2018 | 2020 | 2022 |